# Johnny Evers
John Joseph Evers (ur. 21 lipca 1881, zm. 28 marca 1948) – amerykański baseballista, który występował na pozycji drugobazowego przez 18 sezonów w Major League Baseball.
Będąc zawodnikiem Chicago Cubs, dwukrotnie zwyciężał w World Series (w 1907 i 1908 roku). W lutym 1914 podpisał kontrakt z Boston Braves. W tym samym roku wystąpił we wszystkich meczach World Series, w których Braves pokonali Philadelphia Athletics 4–0, a także został wybrany najbardziej wartościowym zawodnikiem. Grał jeszcze w Philadelphia Phillies w sezonie 1917 oraz w Chicago White Sox (jeden występ w 1922 roku) i ponownie w Boston Braves (jeden występ w 1929 roku w wieku 49 lat).
W 1920 był trenerem w New York Giants, rok później menadżerem Chicago Cubs, zaś w 1924 menadżerem Chicago White Sox. W późniejszym okresie był między innymi skautem w Boston Braves. W 1946 został członkiem Galerii Sław Baseballu. Zmarł 28 marca 1947 w wieku 65 lat.
| Nagroda/wyróżnienie         | Lata             | Źródło            |
| MVP National League         | 1914             | [ 5 ]             |
| 3× zwycięzca w World Series | 1907, 1908, 1914 | [ 1 ] [ 2 ] [ 4 ] |